# Kings of Metal
Kings of Metal är det amerikanska heavy metal/power metal-bandet Manowars sjätte studioalbum, utgivet 1988 av skivbolaget Atlantic Records. Låten "The Crown and the Ring (Lament of the Kings)" spelades in i S:t Paul's Cathedral i Birmingham med en kör på hundra manliga sångare från Canoldir Choir och en orkester.
Samtliga låtar är skrivna av Joey DeMaio förutom "Kings of Metal" och "Hail and Kill" som är skrivet av Joey DeMaio och Ross The Boss. "Sting of the Bumblebee" baserar sig på låtan med samma namn av Nikolai Rimsky-Korsakov.

## Låtförteckning
Sida A
1. "Wheels of Fire" – 4:11
2. "Kings of Metal" – 3:43
3. "Heart of Steel" – 5:10
4. "Sting of the Bumblebee" (instrumental) – 2:45
5. "The Crown and the Ring (Lament of the Kings)" – 4:46

Sida B
1. "Kingdom Come" – 3:55
2. "Pleasure Slave" – 5:37 (bonusspår)
3. "Hail and Kill" – 5:54
4. "The Warrior's Prayer" – 4:20
5. "Blood of the Kings" – 7:30

## Medverkande
Musiker (Manowar-medlemmar)
- Eric Adams – sång
- Ross the Boss – gitarr, keyboard
- Joey DeMaio – basgitarr (4-strängs, 8-strängs, piccolo bas)
- Scott Columbus – trummor, percussion

Bidragande musiker
- Canoldir Male Choir – kör
- Clive Griffiths – dirigent
- Arthur Pendragon Wilshire – röst (spår 8)
- Grant Williams – röst (spår 8)

Produktion
- Manowar – producent
- Jason Flom – exekutiv producent
- Dorothy Sicignano – exekutiv producent (assistent)
- Rich Breen, Vince Gutman – ljudtekniker, ljudmix
- Elvis T. Gruber – assisterande ljudtekniker
- Howie Weinberg – mastering
- Ken Kelly – omslagskonst